# Herpes zoster

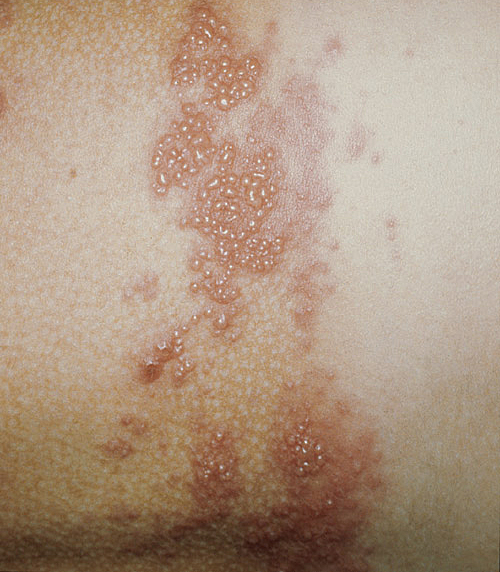
Gürtelrose (Herpes zoster)

Herpes zoster, und kurz Zoster, deutsch Gürtelrose, umgangssprachlich auch Kopfrose oder Gesichtsrose genannt, ist eine Viruserkrankung, die hauptsächlich durch einen schmerzhaften streifenförmigen Hautausschlag mit Hautbläschen auf einer Körperseite in Erscheinung tritt. Der Bläschenausschlag entsteht durch das Übergreifen einer Entzündung von einem Nerv (z. B. eines Ganglions) auf das umliegende Dermatom (Hautgebiet).
Bereits 1861 beschrieb Friedrich Wilhelm Felix von Bärensprung den Herpes zoster als infektiöse hämorrhagisch-entzündliche Erkrankung entsprechender Spinalganglien.
Die Krankheit wird durch das zur Familie der Herpesviridae gehörende Varizella-Zoster-Virus (VZV) ausgelöst. Sie tritt meist bei älteren Menschen oder solchen mit geschwächtem Immunsystem (durch Stress, infolge anderer Erkrankungen wie beispielsweise bei AIDS oder durch eine spezielle immunsuppressive Therapie) auf. Das Virus wird häufig bereits in der Kindheit übertragen und verursacht bei der Primärinfektion die Windpocken. Ein Herpes zoster ist immer eine endogene, d. h. von innen erzeugte, Reaktivierung einer alten VZV-Infektion (Erregerpersistenz).
In Deutschland sind zwei Impfstoffe zugelassen, um einer Erkrankung vorzubeugen. Hierbei empfiehlt die STIKO die Impfung mit einem Totimpfstoff generell für Personen ab 60 Jahren und außerdem bei Personen mit einer erhöhten gesundheitlichen Gefährdung ab 18 Jahren.

## Etymologie

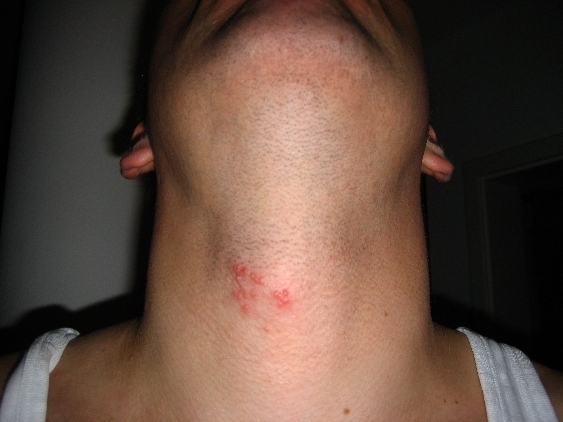
Gürtelrose am Hals im Bereich des Dermatoms C3 mit Schmerzen hinter dem rechten Ohr

Die volkstümliche deutsche Bezeichnung Gürtelrose entstand, weil sich der rötliche Ausschlag bei besonders ausgeprägten Erscheinungsformen von der Wirbelsäule ausgehend halbseitig oder (selten) ganz gürtelförmig um den Körper schlingt und dort eine Wundrose hervorruft. Dabei ist Wundrose ein altertümlicher Ausdruck für eine akute, lokal begrenzte Hautentzündung, der oft undifferenziert für verschiedene Krankheitsbilder unterschiedlicher Ursachen verwendet wurde.
Die Bezeichnung Herpes zoster leitet sich ab von lateinisch bzw. altgriechisch ζωστήρ zōstḗr (‚Leibgurt‘, ‚Gürtel‘ in Bezug auf den „gürtelartigen“ Verlauf erstmals bei Plinius dem Älteren). Vergleiche auch altgriechisch ἕρπειν herpein, deutsch ‚kriechen‘.
Auf Englisch wird der Herpes zoster shingles genannt, was wiederum dem lateinischen cingulum für ‚Gürtel‘ entlehnt ist, auf Französisch zona und zoster.
Alte Bezeichnungen sind unter anderem Fieberflechte sowie „Feuergürtel“ (lateinisch Zona ignea), in Frankreich und England auch Zone bzw. Zona, und der ansonsten für den Ergotismus („Antoniusfeuer“) verwendete Ausdruck Ignis sacer („Heiliges Feuer“). Den Herpes zoster nannte man früher auch Gürtelausschlag und Gürtelflechte sowie Zona serpiginosa.
Häufig werden die verkürzten Fachausdrücke Zoster (für Herpes zoster, ausgelöst durch das Varizella-Zoster-Virus (VZV)) und Herpes (für Herpes simplex, eine durch Herpes-simplex-Viren hervorgerufene Erkrankung) verwechselt, obwohl es sich um zwei verschiedene Erkrankungen handelt, die sich im Erreger und insbesondere in den Folgeerkrankungen deutlich unterscheiden.
Pathophysiologisch wurde der Herpes zoster auch als Poliomyelitis acuta posterior der Poliomyelitis acuta anterior (Kinderlähmung) gegenübergestellt.

## Epidemiologie
In Deutschland erkranken jährlich etwa 350.000 bis 400.000 Menschen an einem Herpes zoster, rund 2/3 davon sind über 50 Jahre, wie eine Studie aus den 2010er Jahren gezeigt hat. Daraus resultiert eine Inzidenz von 9,6 pro 1000 Personen pro Jahr.
Da bis zum vollendeten 40. Lebensjahr rund 98 % der Bevölkerung mit dem Varizella-Zoster-Virus meist entweder klinisch manifest in Form der Windpocken oder in Form einer stillen Feiung Kontakt hatten, sind nahezu alle erwachsenen Menschen gefährdet. Dies beruht auf der Tatsache, dass die Varicella-Zoster-Viren lebenslang inaktiv im Körper verweilen. Rund 25 bis 30 % der Bevölkerung erleiden im Laufe ihres Lebens einen Zoster. Bei den 85-Jährigen hat bereits die Hälfte eine Erkrankung durchlebt. Wie die seit 2004 empfohlene Impfung im ersten Lebensjahr sich darauf auswirkt ist noch nicht bekannt.

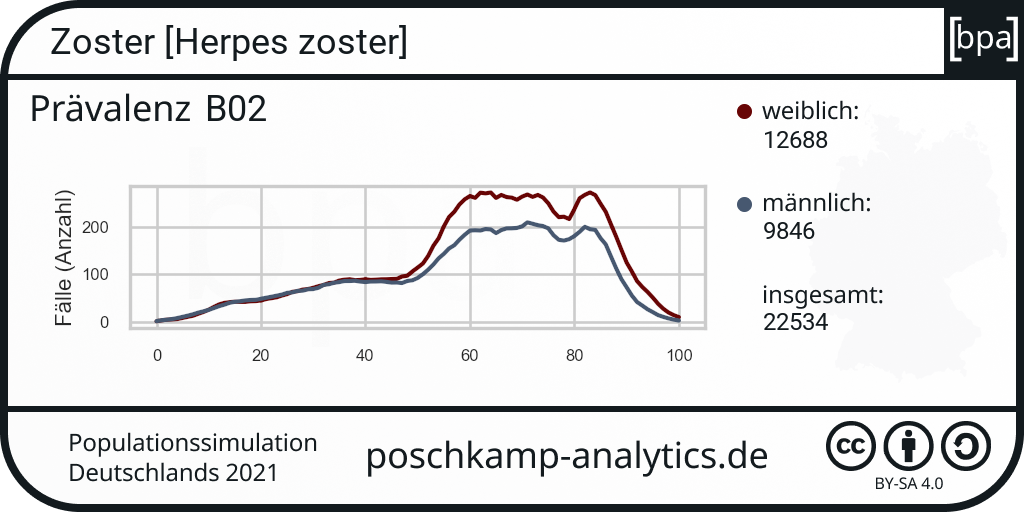
Hospitalisierung aufgrund von Herpes zoster 2021 in Deutschland

Die Wahrscheinlichkeit einer Herpes-Zoster-Infektion steigt mit zunehmendem Alter, Frauen sind häufiger betroffen. Weitere Risikofaktoren sind Autoimmunerkrankungen. Eine Metaanalyse von 2024 untersuchte weitere Risikofaktoren, jedoch haben die zugrunde liegenden Studien nur die klinische Diagnosen ohne labordiagnostische Validierung genutzt.
Einfluss haben:
- Erkrankungen des Immunsystems: erhöhen das Risiko erheblich, so Krebserkrankungen (Odds-Ratio OR=2,42), hämatologische Erkrankungen (OR=2,16), HIV-Infektion (OR=1,81), Transplantationen (inklusive Stammzelltransplantation) (OR=4,51).
- Erkrankungen mit indirekter Schwächung des Immunsystems bzw. Autoimmunerkrankungen (OR=1,33): systemischer Lupus erythematodes (OR=2,87), Rheumatoide Arthritis (OR=1,62), chronisch-entzündliche Darmerkrankungen (OR = 1,68), Chronische obstruktive Lungenerkrankung (COPD, OR =1,55), Asthma (OR=1,3), Diabetes (OR=1,26), Schuppenflechte (OR=1,25)
- Erkrankungen des Herz-Kreislaufsystems (OR=1,39): Herzinsuffizienz (OR=1,35).
- Weitere Risikofaktoren sind psychische Störungen (OR=1,43) oder Depressionen (OR=1,27).

## Erreger
Als Erreger dieser Erkrankung ist das Varizella-Zoster-Virus (VZV) – auch als Humanes Herpes-Virus-3 (HHV-3) bezeichnet – nachgewiesen. Dieses Virus ist ein behülltes, doppelsträngiges DNA-Virus (dsDNA) und gehört zur Familie der Herpesviridae, zur Unterfamilie Alphaherpesvirinae und zur Gattung Varicellovirus. Alle Viren dieser Familie sind mit einem ikosaedrischen Kapsid ausgestattet, das von einer Virushülle umgeben ist. Dazwischen findet sich als Besonderheit das Tegument aus verschiedenen funktionellen Proteinen. Das Varizella-Zoster-Virus ist mit den Herpes-simplex-Viren relativ nahe verwandt, dennoch gibt es keine Kreuzprotektion. Schätzungen zufolge sind rund 90 Prozent der über vierzehnjährigen Europäer durch Windpocken-Infektionen Träger von Varizella-Zoster-Viren.

## Übertragung
Die Erstinfektion eines gesunden Menschen äußert sich üblicherweise in der weitverbreiteten Kinderkrankheit Windpocken. Die hochansteckenden Erregerviren werden per Tröpfcheninfektion, also direktes Einatmen von Ausatmungströpfchen (Exspirationströpfchen) infizierter Personen, oder über Kontaktinfektion beziehungsweise Schmierinfektion mit den Viren der auf Gegenständen oder Körperoberflächen niedergegangenen infektiösen Exspirationströpfchen übertragen, wenn sie anschließend sofort über die Schleimhäute beispielsweise in Mund, Nase oder Augen in den Körper gelangen. Da die Erreger an der Luft nur für etwa zehn Minuten infektiös sind, ist eine Übertragung durch herumliegende Kleidung oder Spielzeug in der Regel nicht zu befürchten. Weiterhin ist durch den virushaltigen Bläscheninhalt des Hautausschlags eine Schmierinfektion möglich. Auch der Speichel und die Tränenflüssigkeit (Konjunktivalflüssigkeit) infizierter Personen sind infektiös. Sehr selten ist die Möglichkeit einer diaplazentaren Übertragung des Varizella-Zoster-Virus durch die Schwangere auf den Fetus. Dabei kann es in etwa ein bis zwei Prozent der Varizellenerkrankungen bei Schwangeren zum fetalen Varizellensyndrom führen.
Auch wenn die Betroffenen normalerweise nach einer Windpocken-Erkrankung ein Leben lang immun gegen die Krankheit sind, verbleibt das Virus nach Abklingen der Symptome im Körper und kann später, beispielsweise ausgelöst durch Stress oder ein altersbedingtes nachlassendes Immunsystem, in seltenen Fällen auch durch Sonneneinwirkung (UV-Licht), reaktiviert werden. Die Viren verbleiben latent in den Nervenwurzeln des Rückenmarks, den Spinalganglien sowie in den Ganglien der Hirnnerven. Der Herpes zoster kann nicht direkt übertragen werden; es erfolgt immer nur eine Reaktivierung einer bereits stattgefundenen Infektion („Kein Zoster ohne vorherige Windpocken“) oder einer Impfung mit Lebendimpfstoff gegen Varizellen. Herpes zoster ist demnach keine Infektion im eigentlichen Sinne, sondern die erneute Aktivierung des Varizella-Zoster-Virus nach einer mehr oder weniger langen Latenzzeit. Für Menschen, die in der Kindheit an Windpocken erkrankt waren und über ein voll aktives Immunsystem verfügen (d. h. immunkompetent und nicht immunsupprimiert sind), besteht in der Regel keine Gefahr, sich an einem Herpes-Zoster-Erkrankten anzustecken. Eine Übertragung der Viren erfolgt bei Herpes zoster nur durch den virushaltigen Bläscheninhalt (Schmierinfektion), nicht aber über die Atemwege als Tröpfcheninfektion. Nur bis zur Verkrustung der Bläschen bleibt der Erkrankte über den Bläscheninhalt ansteckungsfähig. Es können durch Herpes zoster – ohne eine frühere Windpocken-Erkrankung oder Windpocken-Lebendimpfung – im Infektionsfall dann die Windpocken ausgelöst werden.

## Krankheitsverlauf/Symptome

Verlauf von Herpes zoster. a) Hautoberfläche; b) Nervenfaser; c) aktivierte Viren; d) inaktive Viren

### Verlauf
In der Latenzphase der Erkrankung kommt es zu einer Reaktivierung der Varizella-Zoster-Viren, die nach Erstinfektion in den Spinalganglien verbleiben. Diese Phase ist durch eine Entzündung des Nervengewebes ausgezeichnet. Es kommt typischerweise zu starken Schmerzen und weiteren Symptomen wie Brennen in dem Hautbereich, der durch den Nervenstrang versorgt wird. Schmerzen, die vor oder begleitend mit dem dermatomalen Ausschlag auftreten, nennt man zosterassoziierte Schmerzen. Im Gegensatz dazu wird der Schmerz, der nach der Hautsymptomatik auftritt und oftmals von Dauer ist, postzosterische oder postherpetische Neuralgie (PHN) genannt.
In 80 % der Fälle geht der Manifestation des Zoster an der Haut ein Frühstadium (Prodromalstadium) voraus. Dies dauert etwa drei bis fünf Tage. Die Symptome in dieser Phase können sehr variabel sein. In den meisten Fällen wird über Allgemeinsymptome wie leichtes Fieber, Müdigkeit und Abgeschlagenheit (auch B-Symptomatik genannt) berichtet. Seltenere Beschwerden wie Brennen, Parästhesien und Schmerzen mit unterschiedlichem Charakter sind je nach befallenem Dermatom oftmals Anlass für Fehldiagnosen wie Bandscheibenvorfall, Nierenkolik, Herzinfarkt, Blinddarmentzündung, Cholezystitis und Gallenkolik.
Das Nervengewebe entzündet sich bei einer Reaktivierung des latenten Virus. Symptome sind Brennen und teils starke Schmerzen in dem Hautbereich, der durch den betroffenen Nervenstrang versorgt wird, und im Nervenstrang selbst. Auch werden im Frühstadium Allgemeinsymptome wie Abgeschlagenheit und Müdigkeit berichtet. Die Schmerzen treten häufig vor der Bildung der Hauterscheinungen auf, die in der Regel zwei bis drei Tage später folgen. Im befallenen Nervensegment entwickeln sich schubweise einseitig auftretende, schmerzhafte kleine erhabene Stellen mit Rötung der Haut (1). In den folgenden zwölf bis 24 Stunden bilden sich in diesem Erythem oft gruppiert stehende bis zu reiskorngroße prall gespannte Bläschen (2), die eine wasserklare Flüssigkeit enthalten. In der Regel ist dieses Stadium nach zwei bis drei Tagen abgeschlossen. Zu einer Verschmelzung (Konfluenz) dieser Bläschen kommt es nach weiteren zwei bis vier Tagen. Bereits am dritten Tag können die Bläschen eintrüben. Die Bläschen füllen sich anschließend mit Lymphe und brechen auf (3) und können im Normalfall über ca. sieben bis zwölf Tage abtrocknen. Binnen zwei bis sieben Tagen trocknen sie dann aus, dabei bildet sich eine gelb-braune Borke aus (4). Diese Phase kann ein bis vier Wochen dauern, in der Regel heilt der Zoster jedoch binnen zwei bis drei Wochen ab. Abwehrgeschwächte Personen leiden gelegentlich an chronischen Verläufen mit monatelang bestehenden Hautveränderungen und mehrmaligen Bläscheneruptionen. Häufig bilden sich Narben, insbesondere nach einer Zweitinfektion z. B. durch Bakterien. In sehr seltenen Fällen kann der Ausschlag aber auch ganz ausbleiben.
Als Folge der Gürtelrose können noch lange neurologisch bedingte Schmerzen auftreten. Das Auftreten solch einer (postherpetischen) Neuralgie ist bisher nicht ausreichend geklärt, vermutet werden Schädigungen der Nerven.

### Lokalisation

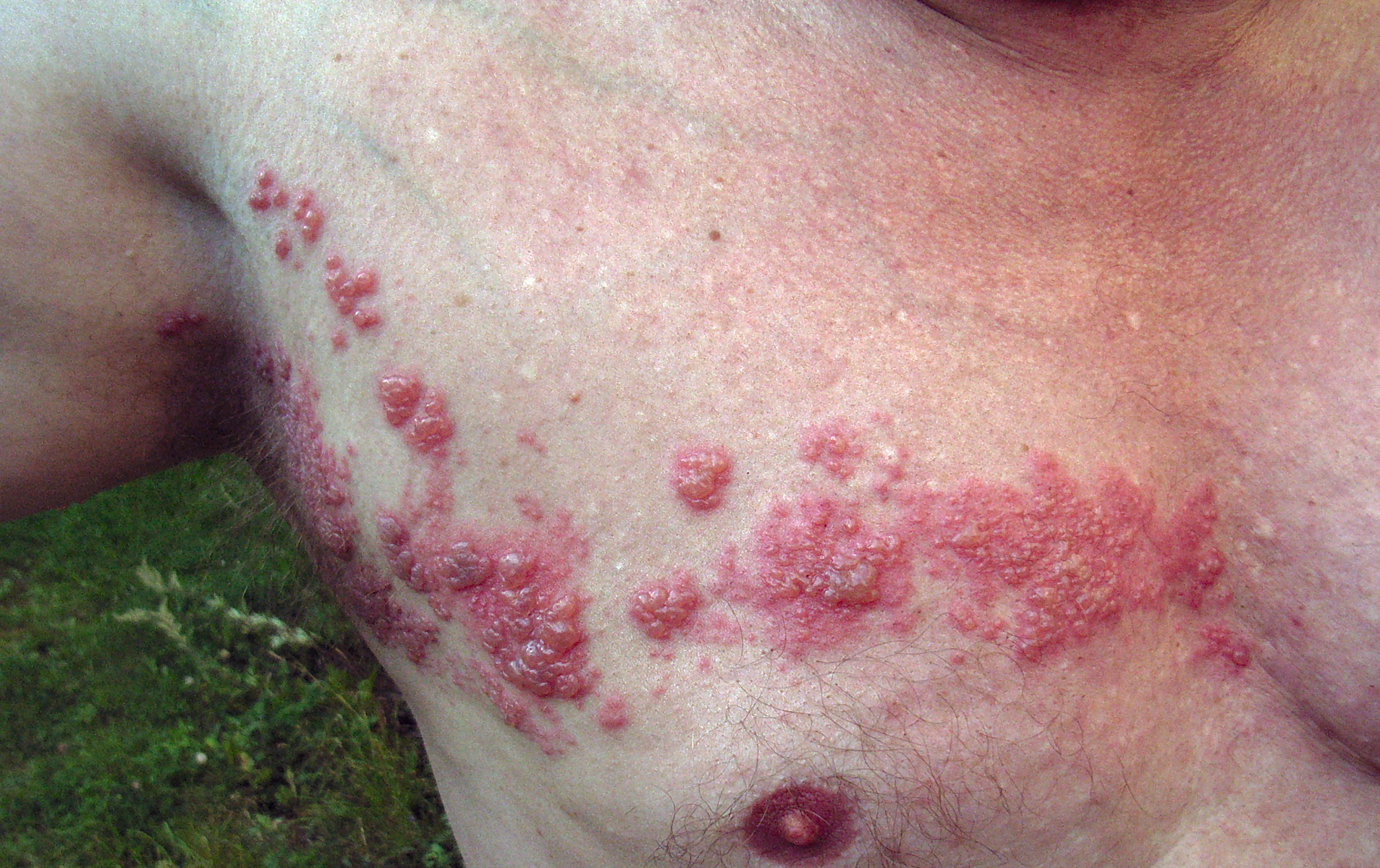
Lokalisation auf der Brust

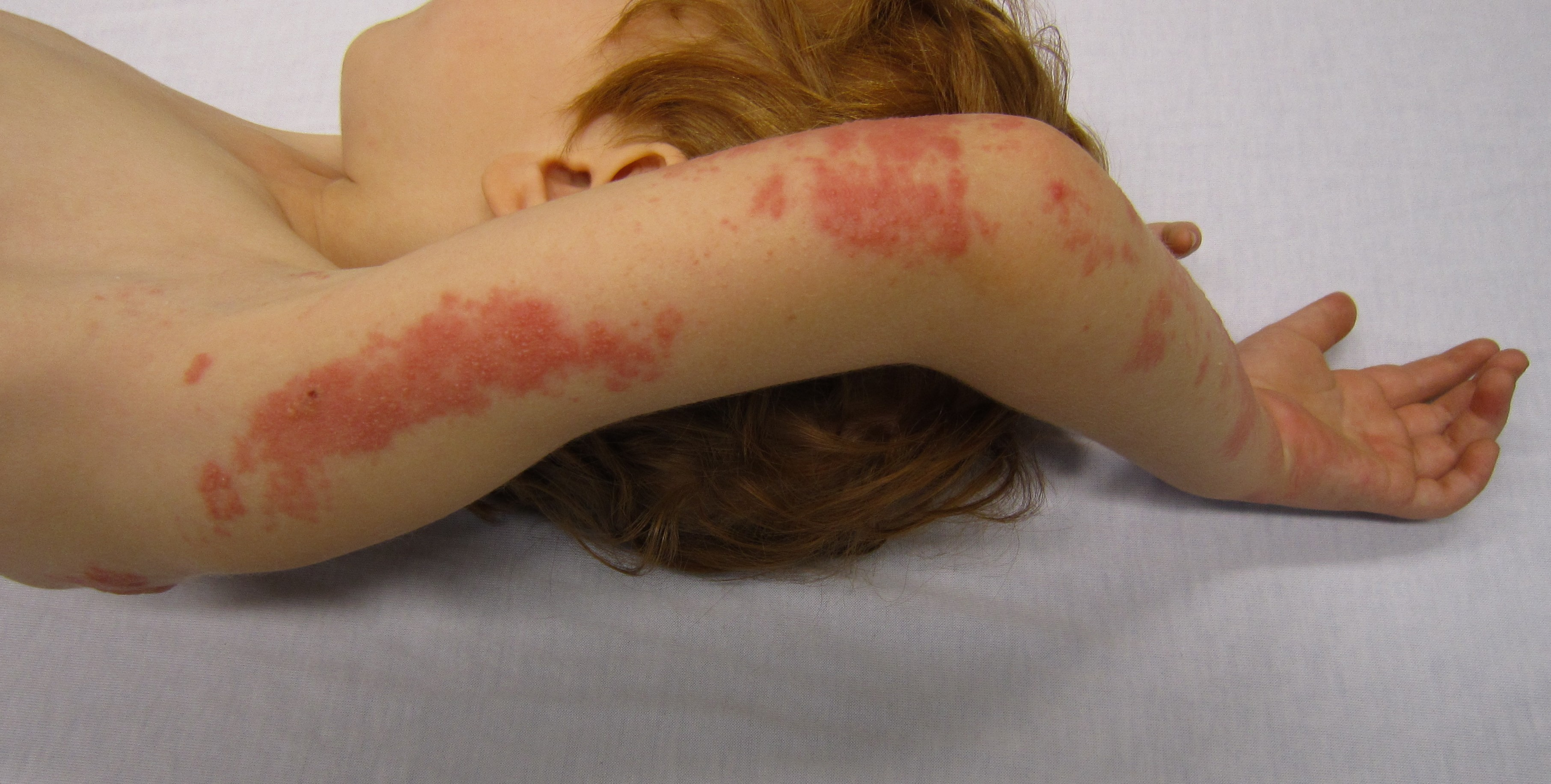
Herpes zoster bei einem Kind mit Lokalisation im Bereich der Dermatome C8 und Th1

Die Lokalisation der Gürtelrose wird durch das Versorgungsgebiet der befallenen Nerven bestimmt. Überdurchschnittlich häufig (in 50–56 % der Fälle) handelt es sich um einen Befall der Interkostalnerven (im Bereich des Brustkorbes). Seltener können auch Rücken, Arme oder Beine betroffen sein. Bei tiefgehenden Entzündungen der Haut spricht man vom Zoster gangraenosus.
Bei Zoster ophthalmicus sind Gesicht und Augen betroffen (Nervus ophthalmicus aus dem Nervus trigeminus). Sind die Augen betroffen, kann durch Hornhautvernarbung teilweise oder vollständige Erblindung die Folge sein. Bei Befall der Gesichtsnerven (Nervus facialis) kann es zu vorübergehenden Lähmungserscheinungen oder Verlust des Geschmackssinns kommen.
Zoster oticus bezeichnet einen Befall des Gehörgangs und/oder der Ohrmuschel. Mögliche Folgen sind hier neben den zostertypischen starken Schmerzen Schwerhörigkeit (Nervus cochlearis) und Störungen des Gleichgewichtssinnes (Nervus vestibularis). Auch kann im Rahmen eines Zoster oticus eine Neuralgie zusammen mit einer Fazialisparese auftreten (Ramsay-Hunt-Syndrom/Ramsay-Hunt-Neuralgie). Unbehandelt können dauerhafte Hörbeeinträchtigungen oder Taubheit die Folge sein.
Zoster generalisatus bezeichnet einen Befall des gesamten Nervensystems; diese Krankheitsform ist lebensbedrohlich, tritt aber üblicherweise nur bei starker primärer Schwächung des Immunsystems auf (z. B. bei AIDS, Leukämie oder anderen Krebs-Formen).
Zoster genitalis tritt im Genitalbereich auf. Er zieht über das ganze Geschlechtsteil wie Penis, Schamlippen, Klitoris großflächig bis auf die Oberschenkel. Im Lymphabflussgebiet des betroffenen Hautareals lassen sich nicht selten aktivierte Lymphknoten nachweisen.
Zum Zoster disseminatus kommt es bei Streuung der Viren im Blut. Dies ist allerdings nur bei ein bis zwei Prozent der Patienten mit gesundem Immunsystem der Fall. Bei abwehrgeschwächten Patienten wird es häufiger beobachtet.
In der Regel ist nur ein Dermatom vom charakteristischen Zosterexanthem betroffen (Zoster segmentalis). Es sind jedoch auch Überlappungen im Befall der Dermatome beschrieben. Zoster duplex, bei dem es zu einer Überschreitung der Mittellinie des Körpers kommt, ist eher selten. In sehr seltenen Fällen werden mehrere Hautsegmente asymmetrisch befallen, insbesondere wenn es zu einer Zweitinfektion z. B. durch Bakterien kommt.

## Komplikationen

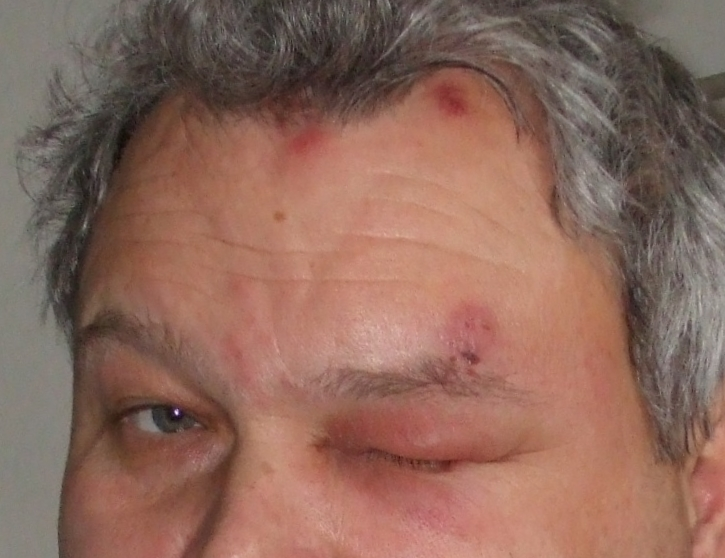
Zoster ophthalmicus in Gesicht und Auge

Herpes-Zoster-Komplikationen sind mit über 20 % der Fälle relativ häufig. Insbesondere die postherpetische Neuralgie (PHN), auch als Post-Zoster-Neuralgie (PZN) bezeichnet, ist dabei überaus häufig und führt zu schweren, oft als brennend beschriebenen Schmerzen. Die PZN/PHN kann im schlimmsten Fall sogar lebenslang fortbestehen und ist für die Betroffenen zum Teil unerträglich. Auch die selteneren Zoster-Formen wie Zoster generalisatus, Zoster ophthalmicus (10–15 %, davon mit Augenbeteiligung 30–40 %) und Zoster oticus werden gelegentlich zu den Komplikationen gezählt. Nicht selten heilen auch die Bläschen nur unter Pigmentierungsstörungen und Narbenbildung ab (im Gegensatz zu den Windpocken, sofern diese nicht durch Kratzen zu Vernarbungen geführt haben). Andere Komplikationen sind seltener und betreffen meist nur stark immungeschwächte Menschen. Zu den Komplikationen gehören Zoster-Meningitis (Hirnhautentzündung), Zoster-Enzephalitis (Hirngewebsentzündung) und Zoster-Myelitis (Rückenmarksentzündung).
Ebenso kommt es häufig zu Lähmungen peripherer Nerven, insbesondere des Gesichtsnervs. Die Lähmungserscheinungen bilden sich in der Regel jedoch zurück.
Eine Herpes-Zoster-Infektion ist Indikator für ein leicht erhöhtes Risiko für kardiovaskuläre Erkrankungen wie Schlaganfall und Herzinfarkt. Dies sollte bei der individuellen Planung von Vorsorgeuntersuchungen berücksichtigt werden.

## Diagnose und Differenzialdiagnose
Der Herpes zoster ist vorwiegend eine Diagnose auf der Basis typischer klinischer Symptome. Spezielle virologische Nachweisverfahren sind nur bei komplizierten Verläufen (Beteiligung des Zentralnervensystems, generalisierter Zoster), atypischen Verläufen – gerade bei Patienten mit Immundefizienz – , Lungenentzündung, Infektionen während der Schwangerschaft und des Neugeborenen sowie zur Unterscheidung von Impf- und Wildvirus geimpfter Patienten. Führend ist in allen Fällen der direkte Virusnachweis mittels PCR, entweder aus betroffenem Gewebe oder Gewebsflüssigkeit oder aus punktiertem Bläscheninhalt. Da es sich um eine Reaktivierung handelt, sind serologische Methoden zum Nachweis spezifischer Antikörper nur sehr eingeschränkt aussagefähig. Bei Reaktivierungen des VZV kann das Anti-VZV-IgA bei gleichzeitig negativem Anti-VZV-IgM für mehrere Monate nachweisbar sein. Das CDC empfiehlt zur Sicherung der Diagnose einen direkten Virusnachweis aus den Hautläsionen.
Differentialdiagnostisch ist beim Auftreten von typischen Bläschen auf der Haut auch an eine atypische Lokalisation einer Herpes-simplex-Infektion zu denken. Diese den Zoster nachahmende Form des Herpes simplex bezeichnet man auch als „Zosteriformer Herpes simplex“. Umgekehrt kann ein unregelmäßig lokalisierter Zoster als „Herpetiformer Zoster“ auch eine Herpes-simplex-Infektion nachahmen. Als weitere mögliche Ursache für ständig wieder auftretende Hautbläschen kommt auch ein Morbus Hailey-Hailey in Betracht.

## Therapie
Das Varizella-Zoster-Virus kann mit Virostatika behandelt werden. Je früher eine Behandlung einsetzt, desto höher sind die Chancen, mögliche Komplikationen zu reduzieren. Früher wurden auch Antibiotika wie Penicillin bei Herpes zoster sowie bei Herpes labialis und weniger erfolgreich bei Stomatitis aphthosa verabreicht.
Wichtig ist die frühzeitige medikamentöse Behandlung mit Virostatika bei sehr ausgedehntem Befund, beispielsweise Beteiligung des Auges oder Ohres und insbesondere bei vorbestehender Abwehrschwäche (z. B. Tumorerkrankung, schwerem Diabetes mellitus oder HIV). Üblicherweise erfolgt die Behandlung mit Aciclovir, Brivudin, Famciclovir oder Valaciclovir, meistens in Tablettenform. Medizinische Studien legen nahe, dass der Wirkstoff Brivudin wie auch Valaciclovir und Famciclovir etwas besser als Aciclovir wirkt. Im Vergleich zu Aciclovir zeigt sich bei Brivudin eine signifikant niedrigere Inzidenz einer postzosterischen Neuralgie.
Im Gegensatz zu Aciclovir, Valaciclovir und Famciclovir muss Brivudin nur einmal täglich verabreicht werden. Allerdings sollte Brivudin nicht länger als sieben Tage angewendet werden, da eine Verlängerung der Behandlung über den empfohlenen Zeitraum von sieben Tagen hinaus mit einem erhöhten Risiko für die Entstehung einer Leberentzündung (Hepatitis) verbunden ist. Famciclovir sollte nicht bei Kindern und Jugendlichen angewendet werden.
In komplizierteren Fällen (Beteiligung des Auges, des Ohres, des Rückenmarks) ist eine intravenöse Behandlung mit Aciclovir erforderlich. In der Regel ist die zusätzliche Gabe von starken Schmerzmitteln angezeigt. Bei einigen der betroffenen Patienten können die akuten Schmerzen nicht durch Schmerzmittel beeinflusst werden. Manchmal kommen Lidocainpflaster oder andere Anwendungen mit Lokalanästhetika zum Einsatz.

## Vorbeugung/Impfung

### Risiken für ungeimpfte Schwangere
An Windpocken oder an Gürtelrose Erkrankte müssen unbedingt den Kontakt mit Schwangeren vermeiden, die nicht entsprechend vorgeimpft bzw. keine oder nicht genügend Antikörper gegen das Virus im Körper entwickelt haben. Eine Windpockeninfektion während der Schwangerschaft kann beim Kind zu Entwicklungsstörungen führen; erleidet die Mutter in den letzten Tagen vor der Geburt einen Windpockenausbruch, besteht für das Kind sogar Lebensgefahr.

### Impfungen für Kinder gegen Windpocken (Varizellen)
In Deutschland werden mit Varilrix und Varivax zwei ab dem ersten Lebensjahr zugelassene Varizellenimpfstoffe als Monoimpfstoffe von der Ständigen Impfkommission als Standardimpfstoffe empfohlen. Darüber hinaus ist die Varizelle-Komponente Bestandteil des Mehrfachimpfstoffs MMRV ProQuad und Priorix-Tetra.

### Impfungen für Personen ab 50 Jahren
In Deutschland sind zwei Impfstoffe gegen Herpes zoster zugelassen und verfügbar: der Lebendimpfstoff Zostavax für Personen ab 50 Jahren sowie der Untereinheitenimpfstoff Shingrix, der u. a. ein kombinantes Oberflächenglykoprotein des Varizella-Zoster-Virus und einen Wirkverstärker (AS01B) enthält und für Personen ab 18 Jahren zugelassen ist:
- Der Lebendimpfstoff Zostavax wird von der Ständigen Impfkommission (STIKO) derzeit (Stand: 2025) wegen seiner eingeschränkten Wirksamkeit und -dauer im Vergleich zum Totimpfstoff nicht als Standardimpfung empfohlen, zudem wird er nicht mehr in Deutschland[8] bzw. den USA[50] vertrieben. Zostavax wurde am 25. Mai 2006 in den USA durch die zuständige Behörde FDA zugelassen. Für diesen Lebendimpfstoff ist nur eine Impfdosis erforderlich.[8]

- Seit Dezember 2018 empfiehlt die Ständige Impfkommission (STIKO) den Totimpfstoff Shingrix für Personen ab 60 Jahren generell als Standardimpfung sowie für Personen ab 50 Jahren bei einer erhöhten gesundheitlichen Gefährdung bzw. bei angeborener oder erworbener Immundefizienz. Dabei ist es meist nicht nötig zu wissen, ob die Person die Windpocken hatte oder nicht.[8] Shingrix wurde Anfang 2018 zugelassen (seit November 2020 auch für Personen über 18 Jahren mit einem erhöhten Risiko für Herpes zoster)[51] und konnte in Studien eine Wirksamkeit von über 90 % für alle Personen ab 50 Jahren belegen. Außerdem kann mit diesem Impfstoff die folgenschwere Komplikation Post-Zoster-Neuralgie (PZN) verhindert werden. Dieser Totimpfstoff wird in zwei Impfdosen im Abstand von zwei bis sechs Monaten verabreicht.[18] Anders als der Lebendimpfstoff zeigt der Totimpfstoff auch im höheren Alter eine gute Wirkung und kann auch nach autologer Stammzelltransplantation gegeben werden. Die Empfehlung, bei schweren Grunderkrankungen ab einem Alter von 50 Jahren zu impfen, folgt aus dem Design der Zulassungsstudien, aber es „gibt keine Evidenz, dass nicht auch jüngere Risikopatienten von der Schutzimpfung profitieren könnten.“[20] Laut Fachinformation stellt eine Immunsuppression keine Gegenanzeige für die Impfung mit dem Herpes-Zoster-Totimpfstoff dar. Die Impfung sollte während einer immunsuppressiven Behandlung erfolgen, wenn die Grunderkrankung stabil ist und die immunsuppressive Therapie, sofern planbar, möglichst gering dosiert wird. Zwar kann die Wirksamkeit des Impfstoffs unter einer immunsuppressiven Therapie reduziert sein, jedoch bestehen keine Sicherheitsbedenken hinsichtlich des Impfstoffs.[8]

Personen, die vorher mit dem Lebendimpfstoff Zostavax geimpft wurden, können nach mindestens zwei Monaten auch den Totimpfstoff erhalten.
Insgesamt ist die Wirkung des Impfstoffes bei immunkompetenten Personen für mindestens drei Jahre gut abgesichert. Es besteht keine Notwendigkeit, den Lebend- oder Totimpfstoff aufzufrischen.

### Nebenwirkungen der Impfung
Da der Totimpfstoff sehr reaktogen ist, hat man bei 10 % der Geimpften leichte Lokalreaktionen wie Hautrötungen, Schwellungen oder Schmerzen im Bereich der Einstichstelle sowie systemische Reaktionen (Fieber, Müdigkeit, Myalgie und Kopfschmerzen) beobachtet. Nach 1 bis 2 Tagen klingen die Nebenwirkungen wieder ab. Im Vergleich zum Lebendimpfstoff sind mit dem Totimpfstoff mehr Nebenwirkungen an der Einstichstelle assoziiert.
Auch der Lebendimpfstoff ist gut verträglich und zeigt milde bis moderate Impfreaktionen.
Das Paul-Ehrlich-Institut (PEI) hat 2020 eine Beobachtungsstudie durchgeführt, da im engen zeitlichen Zusammenhang mit der Shingrix-Impfung Verdachtsfallmeldungen eines Herpes zosters sowie ausgeprägte, teilweise bläschenförmige Hautreaktionen vorliegen. Ziel war es herauszufinden, ob der Impfstoff das Varizella-Zoster-Virus reaktivieren kann, was damit eine Nebenwirkung wäre. Dies wäre, da es sich bei Shingrix nicht um einen Lebendimpfstoff, sondern um einen Untereinheitenimpfstoff handelt, aber unplausibel. Die Studie ist abgeschlossen, die Hauterscheinungen traten meist bei Patienten ohne vollständigen Impfschutz auf. Ein kausaler Zusammenhang mit der Shingrix-Impfung konnte nicht festgestellt werden.

## Meldepflicht
Nach dem Recht Sachsens besteht nach § 1 Absatz 1 Nummer 8 Sächsische Infektionsschutz-Meldeverordnung eine namentliche Meldepflicht für die Erkrankung sowie dem Tod an Herpes zoster. Nach dem Recht Brandenburgs ist gemäß § 1 der Verordnung über die Erweiterung der Meldepflicht für Infektionskrankheiten die Erkrankung und der Tod an Herpes Zoster namentlich meldepflichtig.